# Indian Institute of Technology Madras
Das Indian Institute of Technology Madras (Hindi: भारतीय प्रौद्योगिकी संस्थान, मद्रास), auch IIT Madras oder IITM genannt, ist eine Technische Universität in Chennai (früher Madras) im Bundesstaat Tamil Nadu, Indien. Die Hochschule ist direkt der indischen Regierung unterstellt.
Die Indian Institutes of Technology (IIT) sind eine Gruppe staatlicher indischer Universitäten, die in derzeit sieben Städten vertreten sind und von der indischen Zentralregierung direkt verwaltet werden. Das IIT Madras gilt als eine der besten Universitäten für Ingenieurwissenschaften in Indien. Das IIT Madras wurde 1959 mit Hilfe der damaligen Regierung Westdeutschlands gegründet; die Vereinbarungen hierfür wurden 1956 bei einem Treffen zwischen Jawaharlal Nehru und Konrad Adenauer getroffen. Die Unterstützung erfolgte sowohl auf technischer als auch auf finanzieller Ebene. Der DAAD fördert den regelmäßigen Austausch in den Bereichen Bachelor, Master und Promotion verschiedener deutscher Universitäten. Eine der Hauptstraßen auf dem Campus ist zum Dank als Bonn Avenue bezeichnet worden.

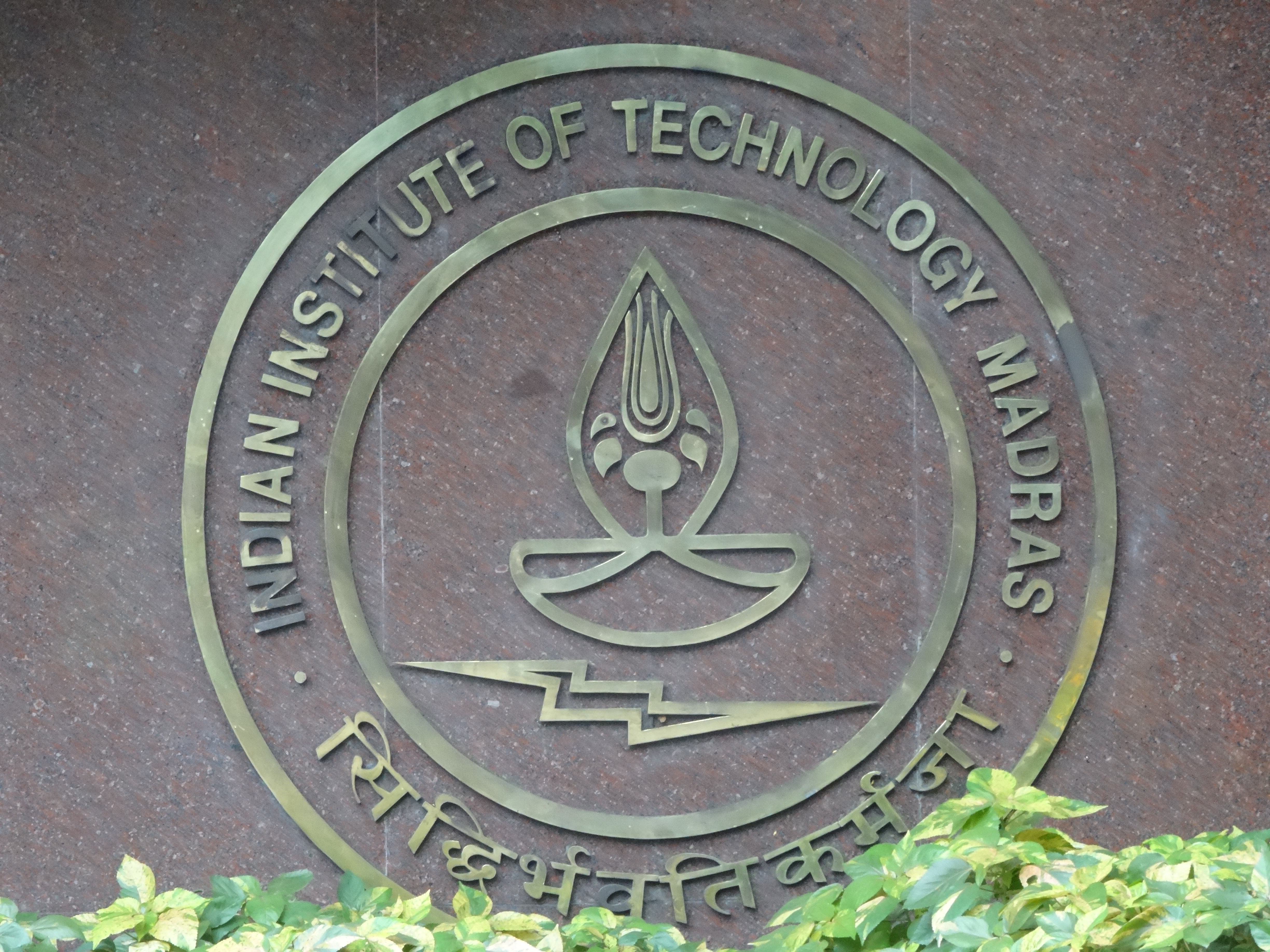
Emblem des Indian Institute of Technology Madras am Campuseingang.

Der sehr bewaldete Campus des IIT Madras ist 2,5 km² groß und war früher Teil des Guindy National Parks. Die allermeisten Studenten und Mitarbeiter wohnen ebenfalls auf dem unter Naturschutz stehenden Campus. Innerhalb des Geländes leben viele verschiedene Tiere, zum Beispiel die Hirschziegenantilope und der Axishirsch ebenso wie zahlreiche Affen, aber auch Schlangen und Skorpione.

## Organisation

### Verwaltung
Das Indian Institute of Technology ist eine eigenständige Universität, die direkt vom IIT-Rat verwaltet wird. Diesem Rat gehören unter anderem der Minister für technische Ausbildung, die Direktoren der IITs und die Präsidenten der IITs an. Der IIT-Rat ist dem indischen Präsidenten direkt untergeordnet. Seit September 2011 ist Professor Bhaskar Ramamurthy Direktor des IIT-Madras.

### Fakultäten

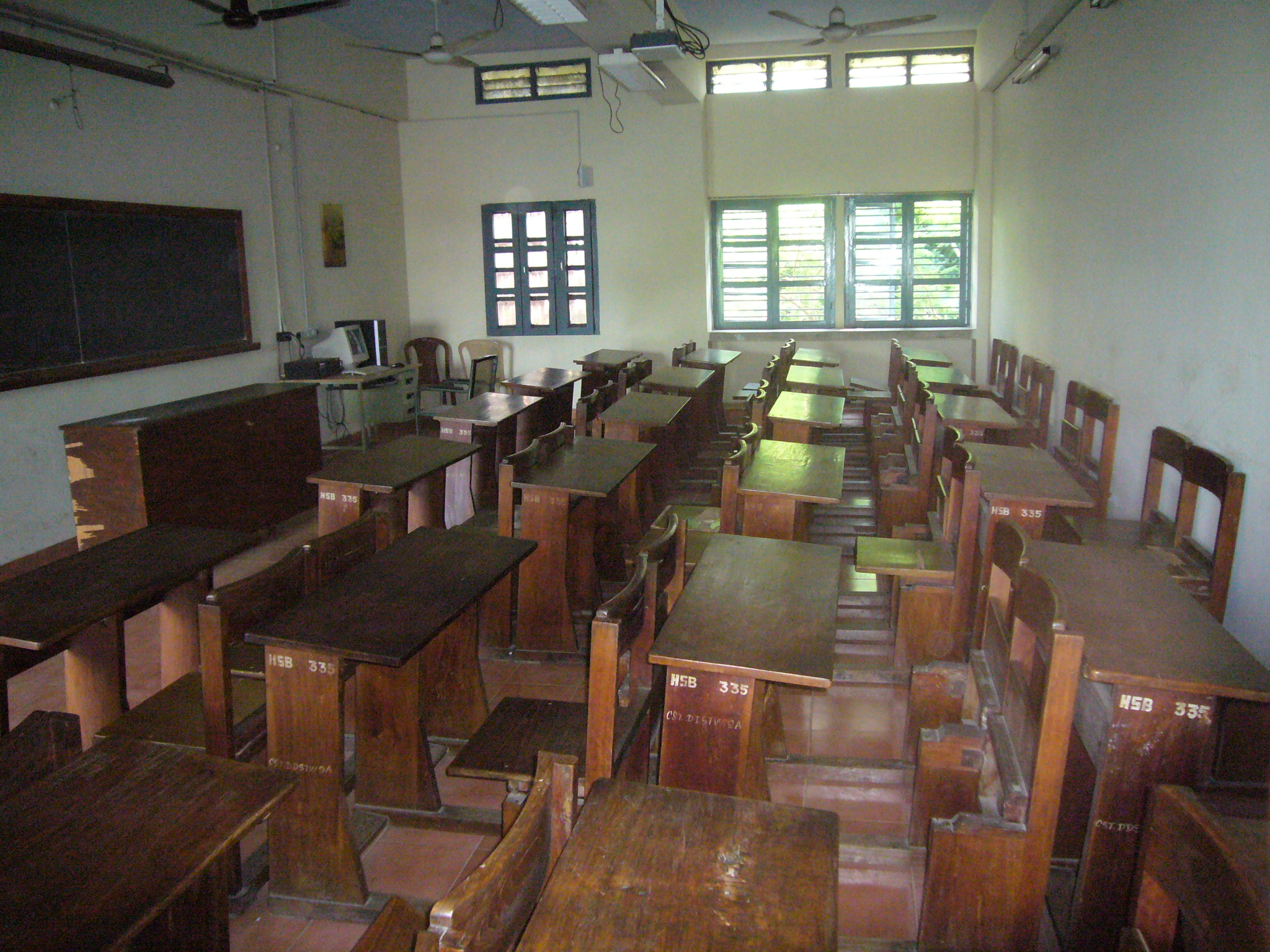
Blick in einen original möblierten Hörsaal am Humanities Institute

Am IIT Madras gibt es 11 ingenieurwissenschaftliche Institute:
- Luft- und Raumfahrttechnik
- Technische Mechanik
- Biotechnologie
- Chemieingenieurwesen
- Bauingenieurwesen
- Informatik
- Elektrotechnik
- Konstruktionstechnik
- Maschinenbau
- Werkstoffkunde
- Schiffsbau

Außerdem gibt es noch folgende nicht-ingenieurwissenschaftliche Institute:
- Chemie
- Mathematik
- Physik
- Humanities & Sozialwissenschaft
- Management

### Zulassung
In den 15 Fakultäten werden Bachelor- und Masterabschlüsse sowie die Promotion angeboten.
Zur Zulassung zum Bachelor of Technology ist der JEE-Test abzulegen (Indian Institutes of Technology Joint Entrance Examination), woraufhin ein Ranking erstellt wird und schließlich ca. 2 % der Bewerber (ca. 10.000 Studenten) zum Studium zugelassen werden.
Die Zulassung zum Master variiert zwischen den Fakultäten. So ist die Zulassung zum Bachelor of Technology mit einer Zulassung zum entsprechenden Master verbunden. Alternativ kann auch der GATE-Test (Graduate Aptitude Test in Engineering) abgelegt werden.
Bei den Geisteswissenschaften erfolgt die Auswahl durch den HSEE-Test (Humanities and Social Sciences Entrance Examination).
Für das zweijährige Programm Master of Science ist der JAM-Test (Joint Admission Test to M.Sc.) ausschlaggebend, dieser gilt ebenso für einige der Bachelor of Science.
Für den MBA-Studiengang ist Berufserfahrung nachzuweisen, sowie der CAT-Test (Common Admission Test). Jährlich werden ca. 100 MBA-Plätze vergeben.
Das Promotionsprogramm und die Master in Research haben fakultätseigene Verfahren.

### Forschung
Zur Stärkung der Forschung und zur Schaffung besserer Ausgliederungsmöglichkeiten von Firmengründungen wurde der IITM Research Park gegründet, welcher gleich neben dem Campus steht. Ähnlich wie in Stanford und am MIT haben neue Firmen hier weite unternehmerische Freiheit und den direkten Kontakt zu etablierten Firmen, welche sich in unmittelbarer Nachbarschaft befinden. Es stehen derzeit auf 12 Stockwerken 150.000 m² Bürofläche zur Verfügung. Konferenzräume, Garten, Übernachtungsmöglichkeiten für Gäste und ein Supermarkt sind ebenfalls vorhanden.

### Ranking
Im QS World University Rankings belegt das IITM 2012 den Platz 45, während es 2011 im nationalen Vergleich von Dataquest noch den 2. Platz belegt, ist es 2012 der 1. Platz.

### Notengebung
Die Notengebung erfolgt einheitlich nach CGPA-System (Cumulative Grade Point Average) anhand von Buchstaben, ist aber nicht direkt mit dem amerikanischen GPA vergleichbar:
| Note als Buchstabe | Note in GPA-Punkten | in Worten                                                 |
| ------------------ | ------------------- | --------------------------------------------------------- |
| S                  | 10                  | Exzellente Leistung (excellent / outstanding achievement) |
| A                  | 9                   | Sehr gute Leistung (very good achievement)                |
| B                  | 8                   | Gute Leistung (good, above average)                       |
| C                  | 7                   | Befriedigende Leistung (satisfactory work)                |
| D                  | 6                   | Ausreichende Leistung (sufficient work)                   |
| E                  | 4                   | Nicht ausreichend (not sufficient)                        |
| U                  | 0                   | Unfaires Verhalten (unfair behavior)                      |

Das Notensystem ist von internationalen Organisationen (z. B. NTU, NUS, DAAD) begutachtet und anerkannt worden.
Die Note „S“ wird nur für Leistungen erteilt, die die Erwartungen der Dozenten weit übertreffen und wenn sich der Student im Kurs besonders verdient gemacht hat.
„U“ für unfaires Verhalten wird vergeben, wenn der Student einen Täuschungsversuch vornimmt oder den Prüfungsablauf erheblich stört. Eine Benachrichtigung der Eltern geht mit dieser Bestrafung einher.
Für die Anwesenheit während des Kurses werden gesondert Noten vergeben, wobei „VG“ (very good) für sehr gute Anwesenheit, „G“ (good) für gute Anwesenheit und „P“ (poor) für unregelmäßige Anwesenheit (<85 %) vergeben werden.
Die Note kann sich aus verschiedenen Teilleistungen wie beispielsweise Wortbeiträge, Referaten, Seminararbeiten, Vorträgen, Tests und Klausuren zusammensetzen.

## Campus
Das IIT Madras ist eine Campus-Universität. Alle Institute, Studentenwohnheime und Verwaltungsgebäude befinden sich auf dem zusammenhängenden Universitätsgelände. Der Campus ist mit 2,5 km² größer als Helgoland oder Monaco. Ehemals gehörte der Campus zum Guindy-Nationalpark und steht immer noch unter Naturschutz.
Der Campus ist durch eine Mauer begrenzt und nur für Universitätsangehörige und deren Besucher zugänglich.

### Fauna

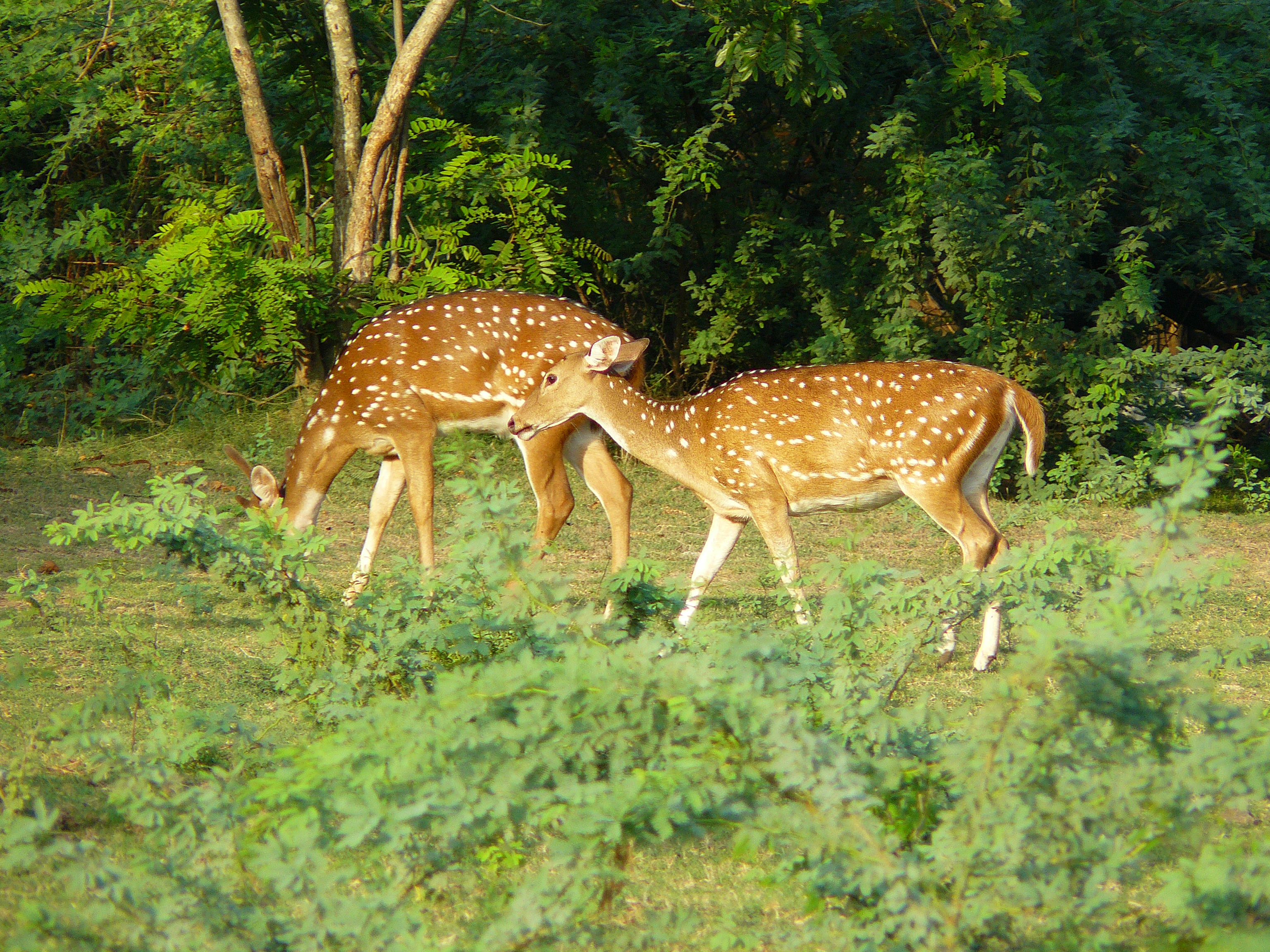
Axishirsche auf dem IIT-Campus

Auf dem Campusgelände gibt es eine Vielzahl freilebender Tiere. Es gibt verschiedene Gruppen Indischer Hutaffen sowie Hirschziegenantilopen und Axishirsche. Außerdem leben auf dem Gelände jeweils ca. 50 Arten Vögel und Schmetterlinge. Weiterhin leben auf dem Campus Schlangen, Skorpione, Schildkröten und Frösche. Insgesamt leben 134 verschiedene Arten auf dem Gelände.

### Flora
Insgesamt wurden 298 verschiedene Pflanzen auf dem Gelände gezählt. Darunter befinden sich unter anderem Sorten von Kassien und Cereus. Eine große Anzahl von Banyan-Feigen sind über das gesamte Gelände verteilt.

### Einrichtungen

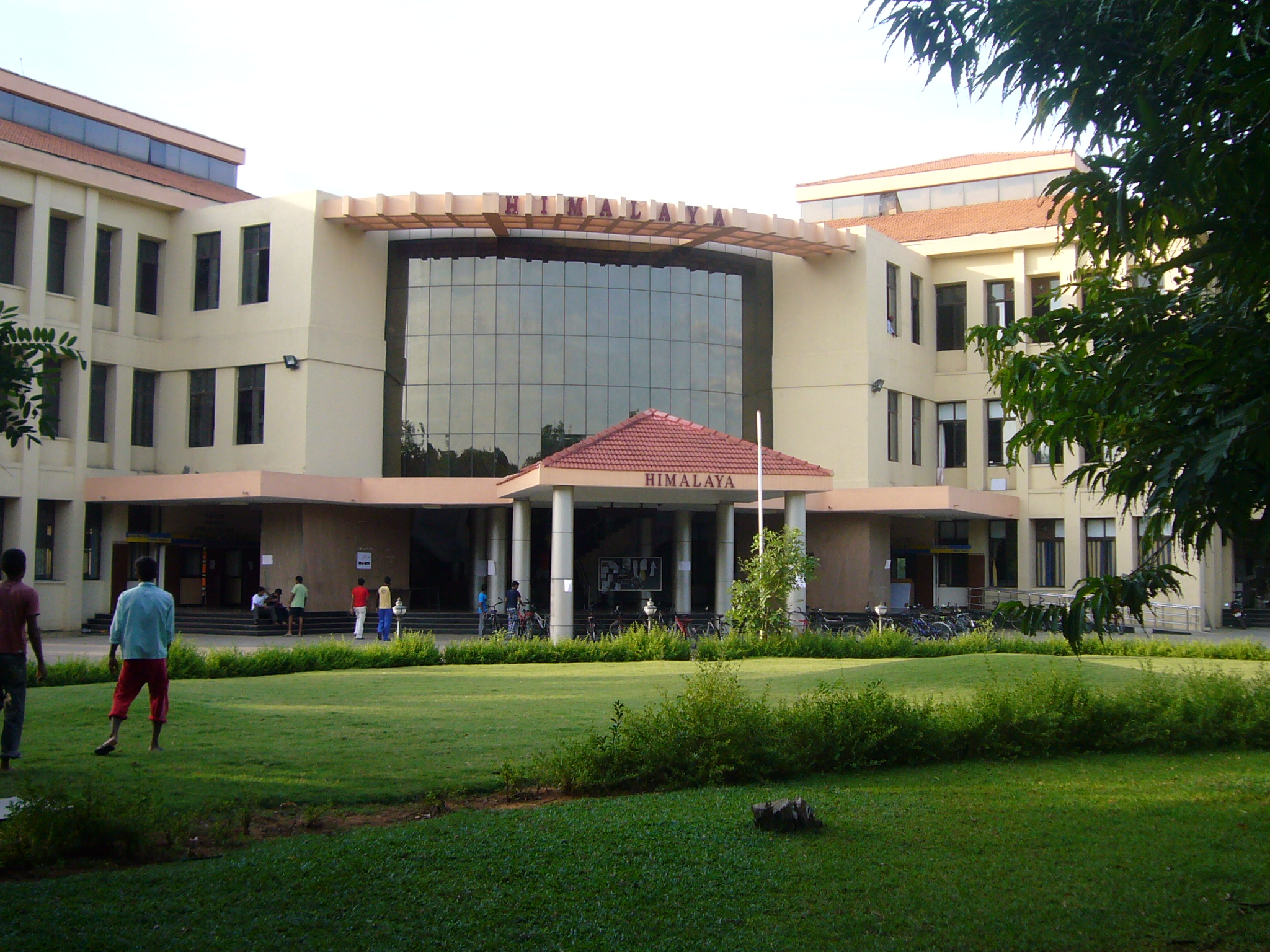
Mensa

Neben den Fakultäten, Mensen und Wohnheimen gibt es ein Stadion, mehrere Cricket-, Fußball- und Tennisplätze, Sportanlagen, zwei Schulen, einen Supermarkt, drei Banken, eine Post, einen Obst- und Gemüsehändler, einen Kopierladen und einen Laden, der alle Waren führt bzw. diese umgehend bestellen kann.

### Wohnheime
Momentan gibt es folgende Wohnheime
1. Ganga
2. Krishna
3. Cauvery
4. Brahmaputra (Brahms)
5. Tapti
6. Godavari (Godav)
7. Alaknanda (Alak)
8. Jamuna (Jam)
9. Saraswati (Saras)
10. Narmada (Narmad)
11. Mandakini (Mandak)
12. Sharavati (Sharav)
13. Sarayu
14. Sindhu
15. Pampa
16. Tamraparani (Tambi/Tamra)
17. Mahanadi

Sindhu, Pampa, Mahanadi and Thamirabarani haben sieben Stockwerke, wohingegen alle anderen (ältere) nur drei- bzw. vier Etagen haben. Allein diese vier neuen Wohnheime bieten Platz für 1.500 Studenten.

### Aktivitäten
Mit den Festen Shaastra und Saarang ist das IITM auch national bekannt. Shaastra ist eine große Campusmesse mit zahlreichen Unternehmen und die erste ISO 9001:2008 zertifizierte Veranstaltung von Studenten gewesen. Es findet ein Symposium statt, ebenso viele Workshops und themenspezifische Events. Bei Saarang finden neben Kulturveranstaltungen große Konzerte statt, bei denen bis zu 50.000 Besucher Platz finden. Vielfach wird dies kritisiert aufgrund der Gegebenheiten des Naturparks.
Weitere Möglichkeiten für Studenten und Mitarbeiter bestehen im Sportzentrum und im vielseitigen Angebot von Gruppierungen in den Richtungen Musik, Kultur, Foto und Film und in Themengruppen, die sich an den Fachrichtungen der Fakultäten orientieren.